# Jaapiella compositarum
Jaapiella compositarum är en tvåvingeart som först beskrevs av Jean-Jacques Kieffer 1888.  Jaapiella compositarum ingår i släktet Jaapiella och familjen gallmyggor. Inga underarter finns listade i Catalogue of Life.